# Jetje Claessens
Jetje Claessens (Brussel, 1912 – Mar del Plata, 1995) was de leidster van de Dietse Meisjesscharen, de jeugdorganisatie voor meisjes van het Vlaamsch Nationaal Verbond.
Jetje Claessens stond aan de leiding van die organisatie tot de bevrijding. Op 5 september 1944 werd ze gearresteerd en opgesloten in de gevangenis van Vorst, later in Leuven en Brugge. In 1945 werd ze voor collaboratie ter dood veroordeeld, maar ze kon hieraan ontsnappen dankzij enkele politici, onder wie haar oom Camille Huysmans. Ze trouwde met haar jeugdliefde Frank Delaeter en na haar vrijlating in 1951 emigreerde ze naar Argentinië, haar man achterna, met wie ze tijdens haar gevangenschap was getrouwd. Deze trouw was natuurlijk niet met de lijfelijke aanwezigheid van haar man, die immers al was geëmigreerd. Ze kregen drie kinderen.
Vanuit Argentinië onderhield ze banden met collaborateursverenigingen in Vlaanderen, onder meer Broedersband en het Sint-Maartensfonds. Ook schreef ze ontelbare bijdragen voor De Schakel, een tijdschrift voor collaborateurs in Argentinië. In 1991 keerde ze terug naar België voor het 20-jarig bestaan van Broedersband. Ze overleed uiteindelijk in 1995.